# Andreï Makine
Andreï Makine (Krasnoiarsk, Sibèria, URSS 1957) escriptor francès d'origen rus. Premi Goncourt de l'any 1995 i membre de l'Acadèmia Francesa des de 2016.

## Biografia
Va néixer el 10 de setembre de 1957 a Krasnoiarsk, Sibèria. Molt aviat es va quedar orfe i va ser educat per la seva àvia Charlotte Lemonnier, d'origen francès, que el va iniciar en la cultura i llengua franceses.

### Els primers anys a Rússia
Va passar els primers anys a Penza (Volga). Va fer de professor de filologia a l'Institut de Nóvgorod i va col·laborar en la revista Literatura moderna a l'estranger.
Amb una beca de la Universitat de Moscou va redactar una tesi doctoral sobre literatura francesa.

### Exili a França i carrera literària
L'any 1987 va arribar de forma clandestina a París, on va viure de forma precària al barri de Belleville. Va donar classes de rus i de literatura rusa i un cop ingressà a La Sorbona va escriure una tesi sobre Ivan Bunin, i va obtenir el dret d'asil polític.
Inicialment va tenir moltes dificultats per trobar editor a França i utilitzà el subterfugi de dir que les seves novel·les eren originals escrits en rus i traduïdes al francès per Albert Lemonnier (nom ficitici manllevat dels seus avantpassats francesos). Aquest mètode el va emprar en les seves primeres novel·les: La fille d'un hèros de l'union soviétique (1990) i Confession d'un porte-drapeau dechu (1992).
El 1995 va començar el seu èxit amb la publicació de la novel·la El testament francès, amb la qual va obtenir el Premi Goncourt.
Ha publicat diverses obres amb el pseudònim de Gabriel Osmonde.
El 3 de març de 2016 va ser elegit membre de l'Acadèmia Francesa amb el seient número 5, en substitució de l'escriptora Assia Djebar.

## Premis
- 1995 - Premi Goncourt, Premi Médicis, Premi "Goncourt des lycéens" per Le testament français

- 1998 - Premi Eeva Joenpelto (Finlande) per Le testament français
- 2001 - Premi RTL-Lire, per La musique d'une vie
- 2005 - Premi Fondation Prince Pierre de Monaco, pel conjunt de la seva obra
- 2005 - Premi Lanterna Magica de la millor novel·la adaptada al cinèma per La Femme qui attendait
- 2013 - Premi Casanova, per Une femme aimée
- 2014 - Premi Wartburg de Literatura i el premi Erwan-Bergot per Le pays du lieutenant Schreiber
- 2014 - Premi mundial de la Fundació Simone et Cino del Duca
- 2021 - Prix des Romancières per L'ami arménien

## Obres

### Amb el nom d'Andreï Makine
- La Fille d'un héros de l'Union soviétique (1990)

- Confession d'un porte-drapeau déchu (1992)

- Au temps du fleuve Amour (1994)

- Le Testament français (1995) (Hi ha traducció al català)[5]

- Le Crime d'Olga Arbélina (1998)

- Requiem pour l'Est (2000)

- La Musique d'une vie (2001) (Hi ha traducció al català)[6]

- La Terre et le ciel de Jacques Dorme (2003)

- La Femme qui attendait (2004)

- Cette France qu’on oublie d'aimer (2006)

- L'Amour humain (2006)
- Le Monde selon Gabriel (2007)

- La Vie d'un homme inconnu (2009)

- Le Livre des brèves amours éternelles (2011)

- Une femme aimée (2013)

- Le pays du lieutenant Schreiber (2014)
- L'Archipel d'une autre vie (2016)
- Au-delà des frontières (2019)
- L'ami arménien (2021)
- L'Ancien calendrier d'un amour (2023)
- Prisonnier du rêve écarlate (2025)

### Amb el nom de Gabriel Osmonde
- Le Voyage d'une femme qui n'avait plus peur de vieillir (2001)
- Les 20 000 Femmes de la vie d'un homme (2004)

- L'Œuvre de l'amour (2006)

- Alternaissance (2011)